# Möklinta traktor- och nostalgimuseum

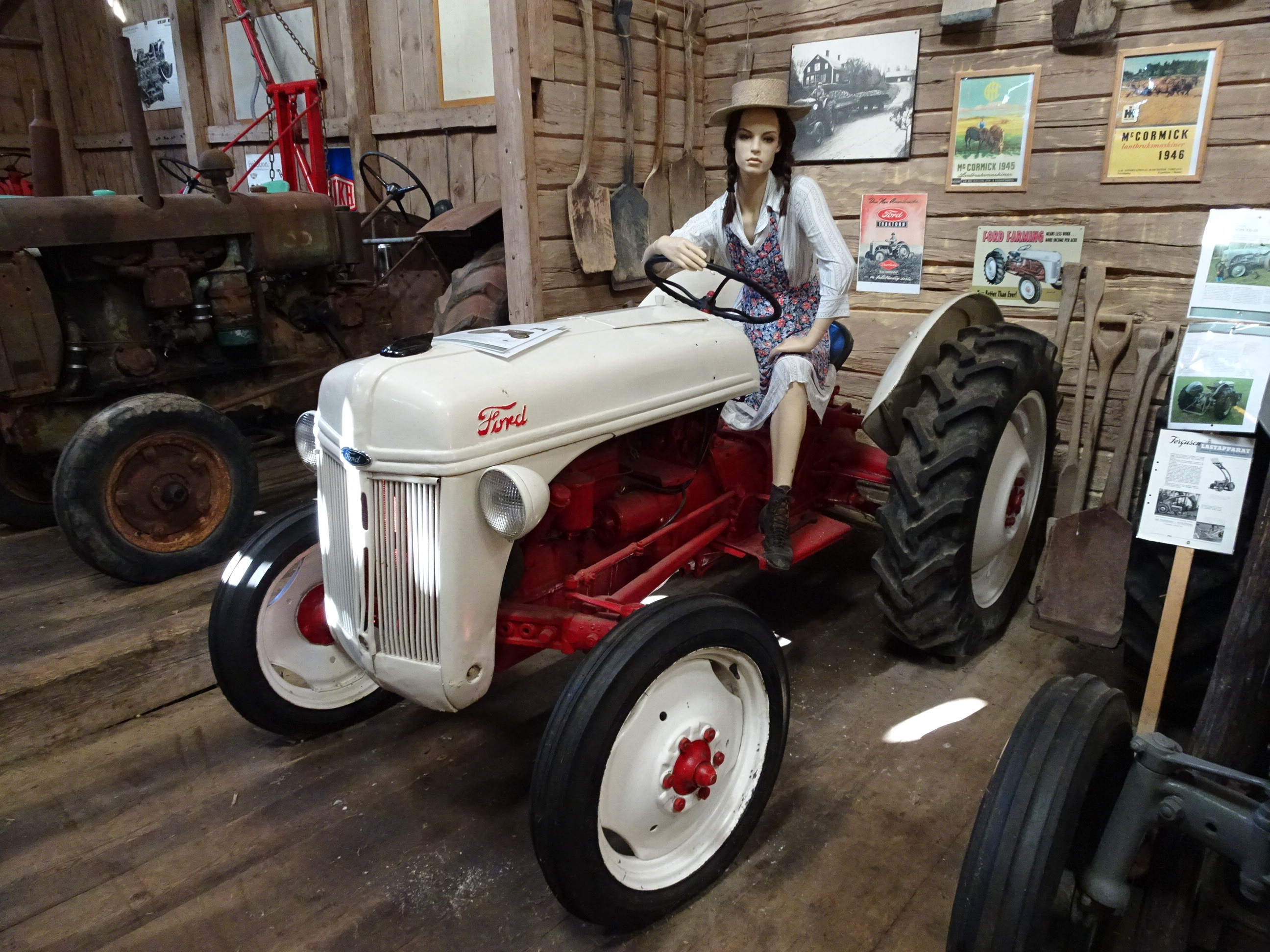
En samling äldre traktorer.

Möklinta traktor- och nostalgimuseum, i Nässelbo cirka sex kilometer väster om Möklinta, är ett privatägt museum som innehåller ett 40-tal traktorer i flera lador. De flesta traktorerna är restaurerade och körbara . Där finns en nostalgisk miljö med bensinmack, kafé och affärer  i en lada. Man kan se en fungerande stationär tändkulemotor, veteranbilar och veteranlastbilar samt en mjölkvagn för häst.